# Joy Fawcett
Joy Lynn Fawcett (născută Joy Biefeld; n. 8 februarie 1968, Inglewood, California, SUA) este o fotbalistă americană.

## Date biografice
Fawcett împreună cu Mia Hamm, Julie Foudy, Brandi Chastain și Kristine Lilly, face parte din echipa națională de fotbal din SUA care a luat parte la Campionatul Mondial de Fotbal Feminin și la Jocurile Olimpice de vară din 2004. Ea a jucat în total 239 de meciuri naționale în care a marcat 27 de goluri. Este demn de menționat că în timpul carierei sportive Joy Fawcett, era mamă a trei copii. Fawcett a jucat pe poziția de apărător. Ea a jucat din anul 1987 din timpul cât era la colegiu, în anul 1991 participă cu echipa națională SUA, pentru prima oară la campionatul mondial de fotbal. În anul 1996 la Jocurile Olimpice de vară din Atlanta, câștigă împreună cu echipa medalia de aur, iar în 1999 devine cu echipa campioană mondială. A încheiat cariera sportivă, din cauza unei operații, și n-a mai reușit să joace finala jocurile amicale organizate în cinstea ei (Fan Celebration Tour).

## Rezultate obținute cu echipa
- Medalia de aur la Jocurile Olimpice din Atlanta 1996
- Medalia de argint la Jocurile Olimpice din Sydney 2000
- Medalia de aur la Jocurile Olimpice din Atena 2004

- Campionatul mondial feminin de fotbal din 1991 în  China
- Locul 3 la Campionatul mondial feminin de fotbal din  1995 în  Suedia
- Campionatul mondial feminin de fotbal din1999 în  USA
- Locul 3 la Campionatul mondial feminin de fotbal din  2003 în  USA